# Onthophagus dudleyi
Onthophagus dudleyi är en skalbaggsart. Onthophagus dudleyi ingår i släktet Onthophagus och familjen bladhorningar. Inga underarter finns listade i Catalogue of Life.